# Nemoptera
Nemoptera — палеарктический род сетчатокрылых насекомых из семейства нитекрылок (Nemopteridae).
Все представители ведут дневной образ жизни и кормятся на цветах, предпочитая летать на открытых пространствах при ярком солнечном свете. Их можно опознать по сильно удлиненным задним крыльям.
В Европе известно три вида:
- Nemoptera bipennis (Illiger, 1812), syn. Nemoptera lusitanica (Leach, 1815)[3]
- Nemoptera coa (Linnaeus, 1758)
- Nemoptera sinuata Olivier, 1811

Есть несколько неевропейских видов, которые ранее включались в этот род.